# Museum Hof van Busleyden

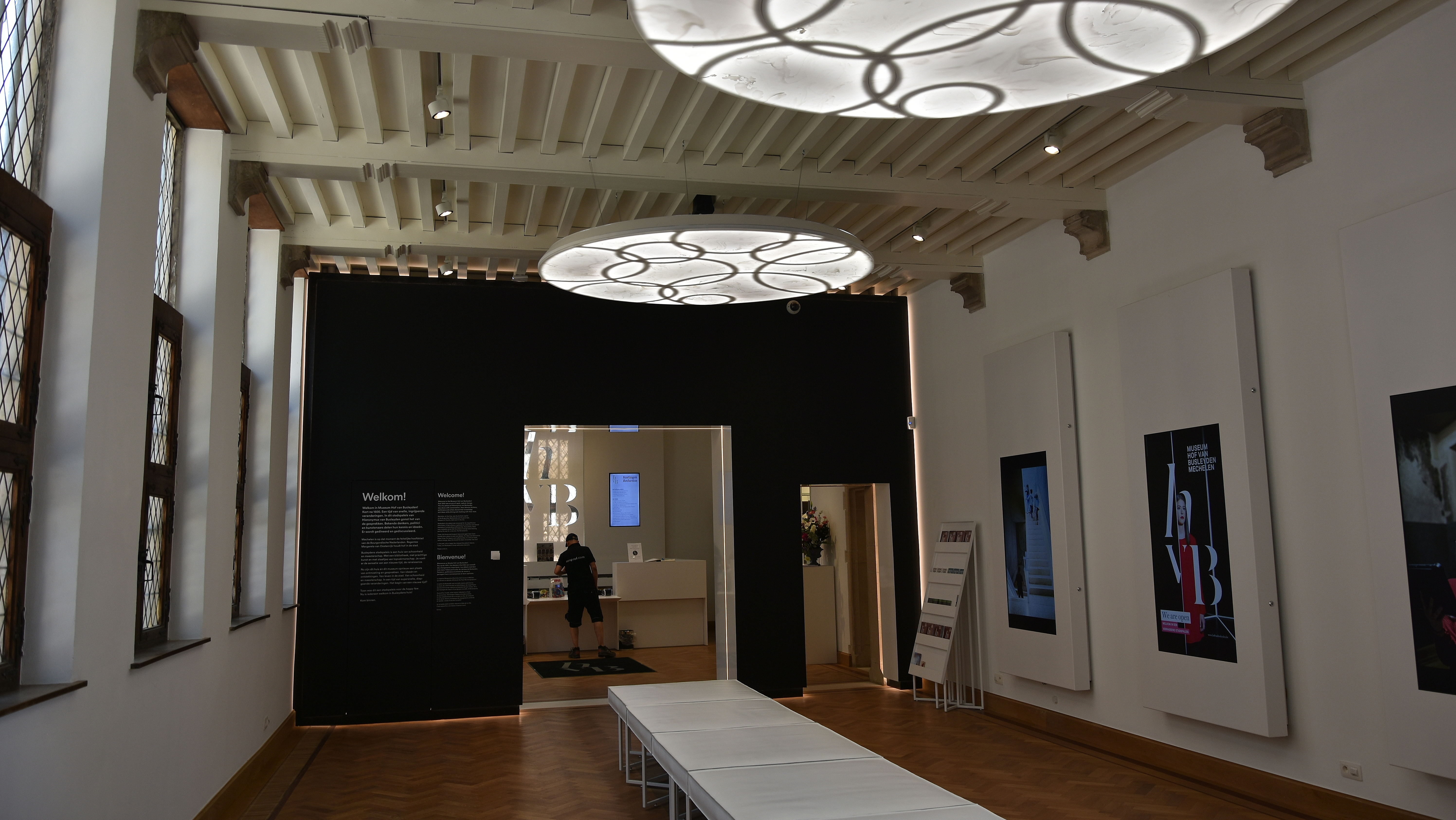
Het Museum Hof van Busleyden

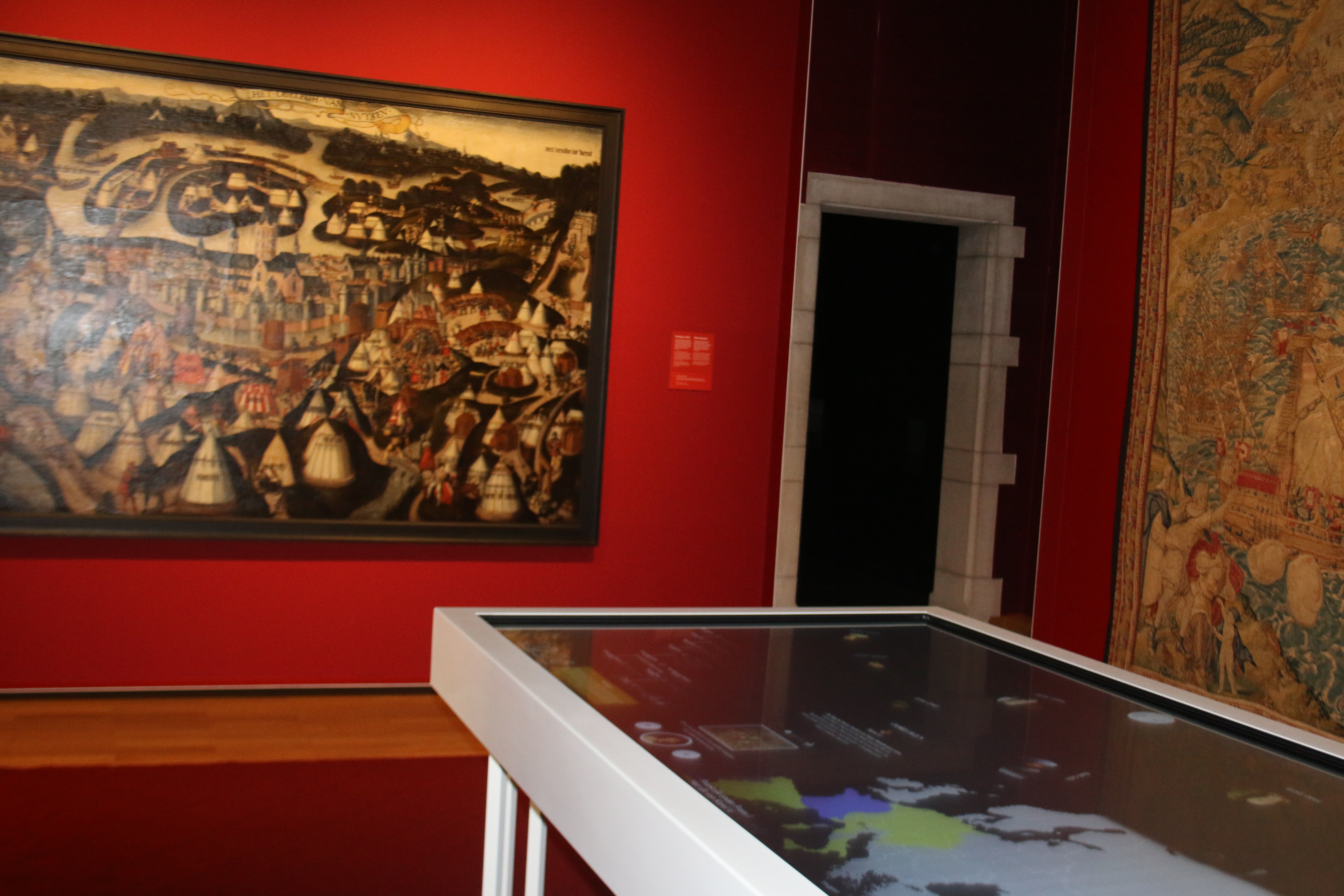

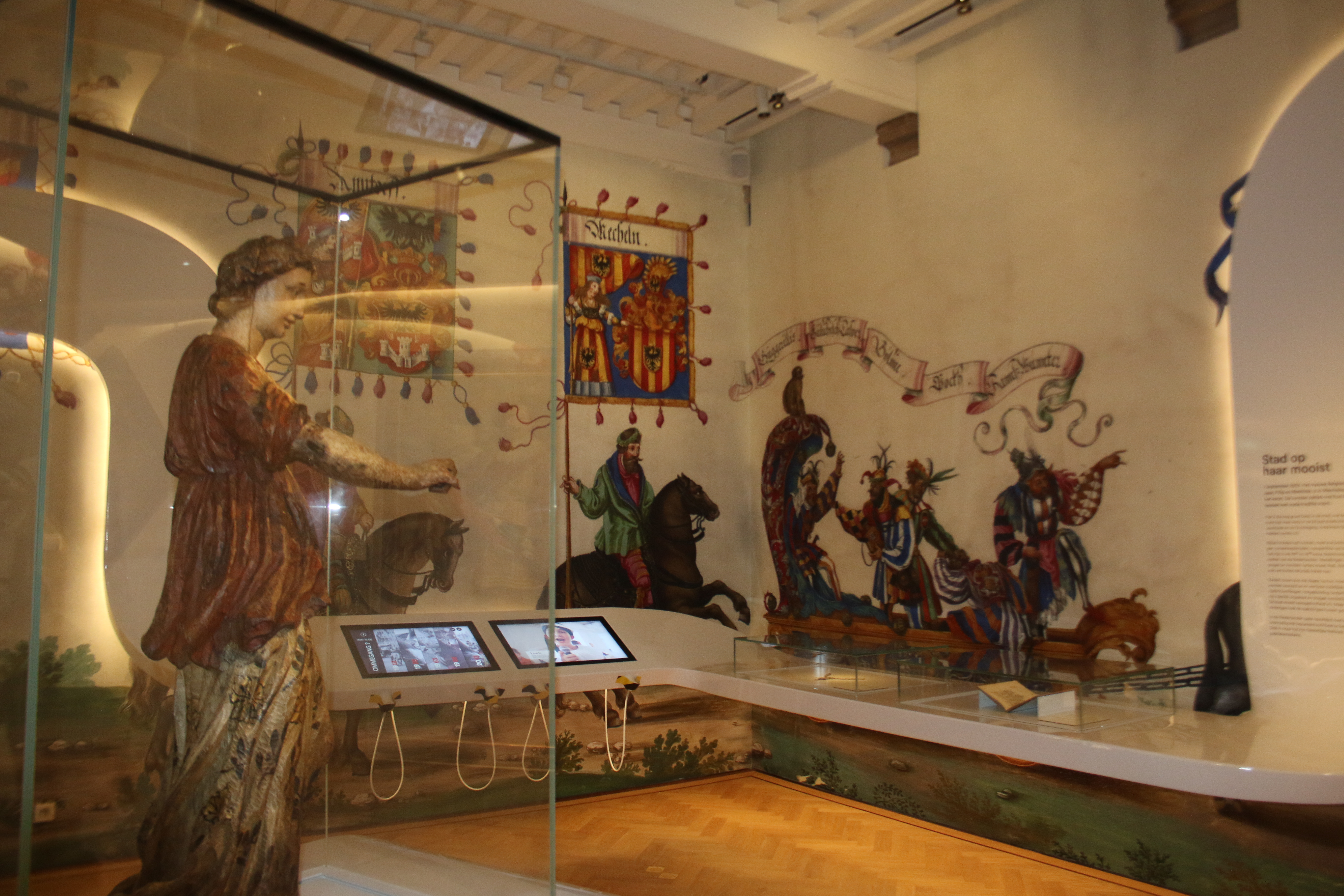

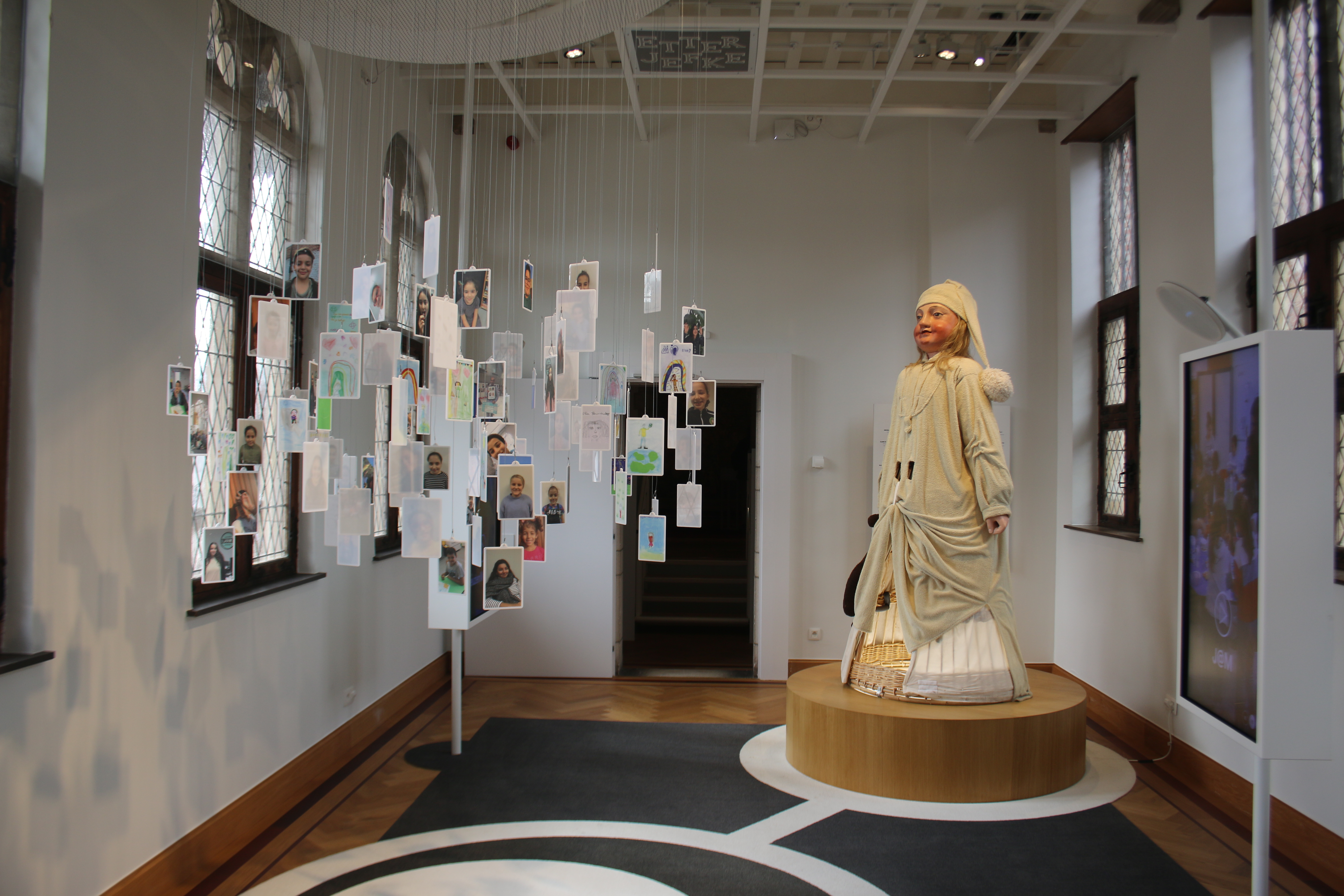

Museum Hof van Busleyden is een museum in de Belgische stad Mechelen, gehuisvest in het stadspaleis Hof van Busleyden. Op die plek is sinds 1936 het Stedelijk Museum Mechelen, sinds 2018 Museum Hof van Busleyden genoemd. Na ingrijpende restauratie heropent het museum in de lente van 2024 met een vernieuwde vaste opstelling, heraangelegde tuinen en nieuwe tijdelijke tentoonstellingen.
Het Museum Hof van Busleyden belicht Mechelen, zijn inwoners en hun activiteiten tijdens de Bourgondische tijd waarin Mechelen hoofdstad was van de Bourgondische Nederlanden. In de vaste opstelling staat de wereld van Hiëronymus van Busleyden (ca. 1470-1517), landvoogdes Margareta van Oostenrijk en de rijke kunst uit de vijftiende en zestiende eeuw centraal. De topstukken van het museum omvatten onder meer een unieke collectie Besloten Hofjes en het Mechels Koorboek uit de collectie van Margareta van Oostenrijk.

## Topstukken

### Koorboek van Margareta van Oostenrijk
Het Mechels Koorboek is een van de mooiste en best bewaarde muziekhandschriften die ons uit de zestiende eeuw zijn overgeleverd. Het werd wellicht tussen 1508 en 1519 gemaakt in het Mechelse atelier van Petrus Alamire (ca. 1470-1536), een kopiist, zanger, muzikant, componist en ondernemer. De opdrachtgever was het Bourgondisch-Habsburgse hof. Dat blijkt onder andere uit de openingsminiatuur. Die toont wellicht de jonge Karel V op een troon waaraan het Bourgondisch-Habsburgse wapenschild is bevestigd, omringd door zijn broer en zussen.

### Madonna met Kind
Dit religieus beeldhouwwerk van Maria Faydherbe werd aangekocht door het fonds Léon Courtin-Marcelle Bouché, beheerd door de Koning Boudewijnstichting. Zij is de oudste, bij naam bekende vrouwelijke beeldhouwer uit de Europese kunstgeschiedenis van wie werk werd bewaard.

### Schilderijen
- Plechtige openingszitting van het Parlement van Mechelen onder Karel de Stoute, waarschijnlijk van Jan Coessaet
- Zie galerij hieronder

#### Galerij met schilderijen

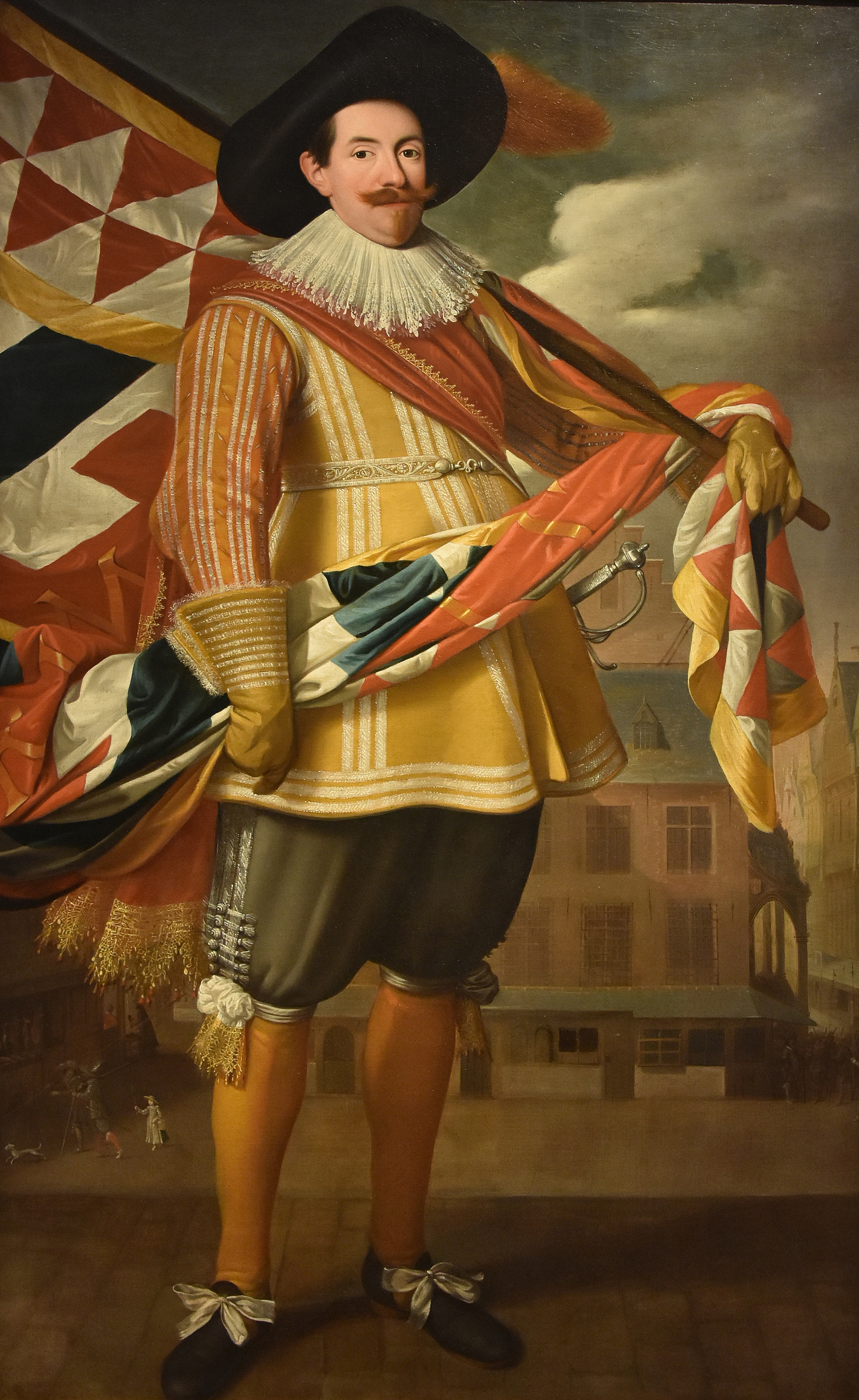
Portret van Rombout Heyns, vaandrig van het kolveniersgilde in 1580 van Jan Verhoeven
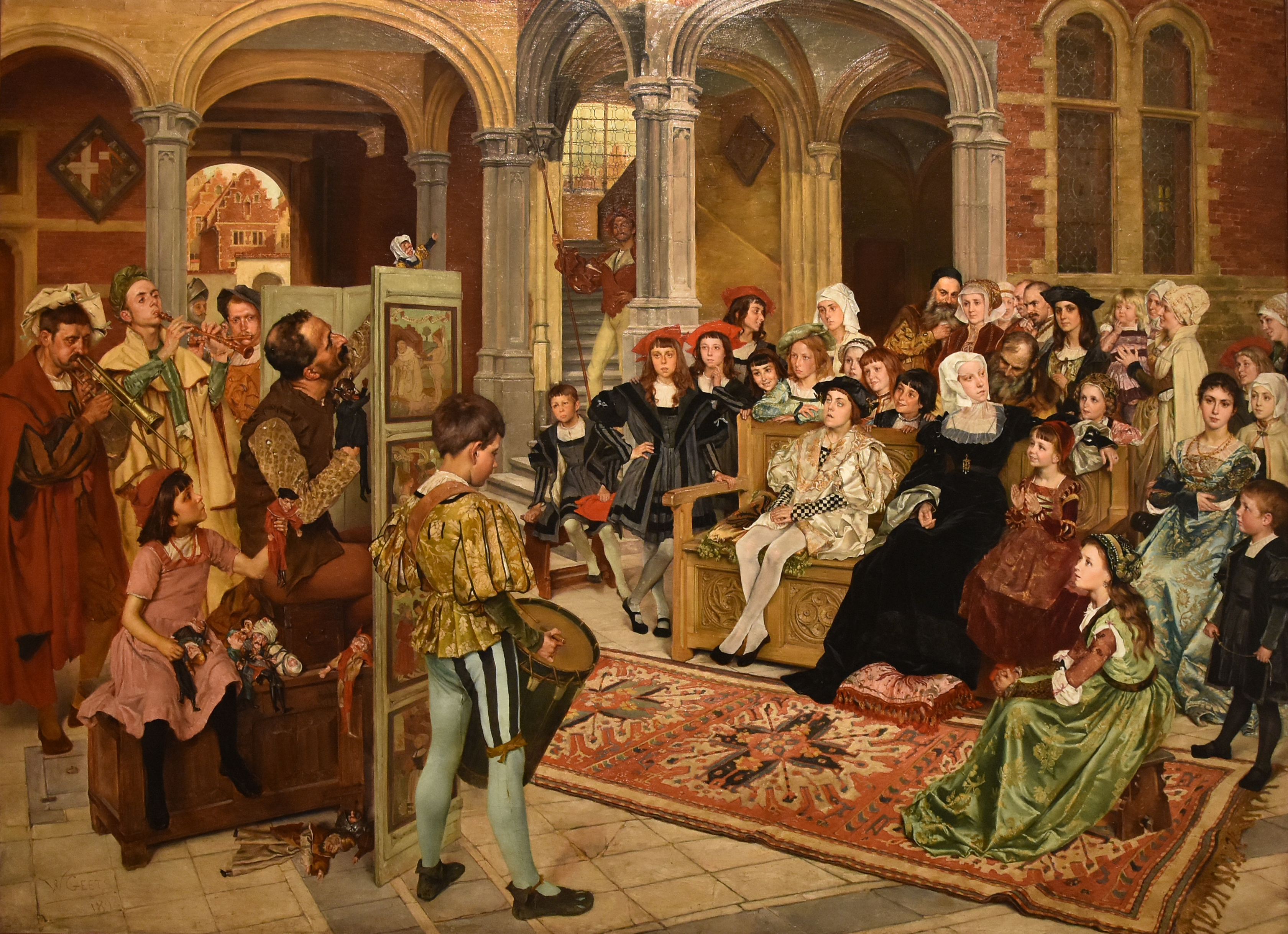
Poppenspel aan het hof van Margaretha van Oostenrijk van Willem Geets
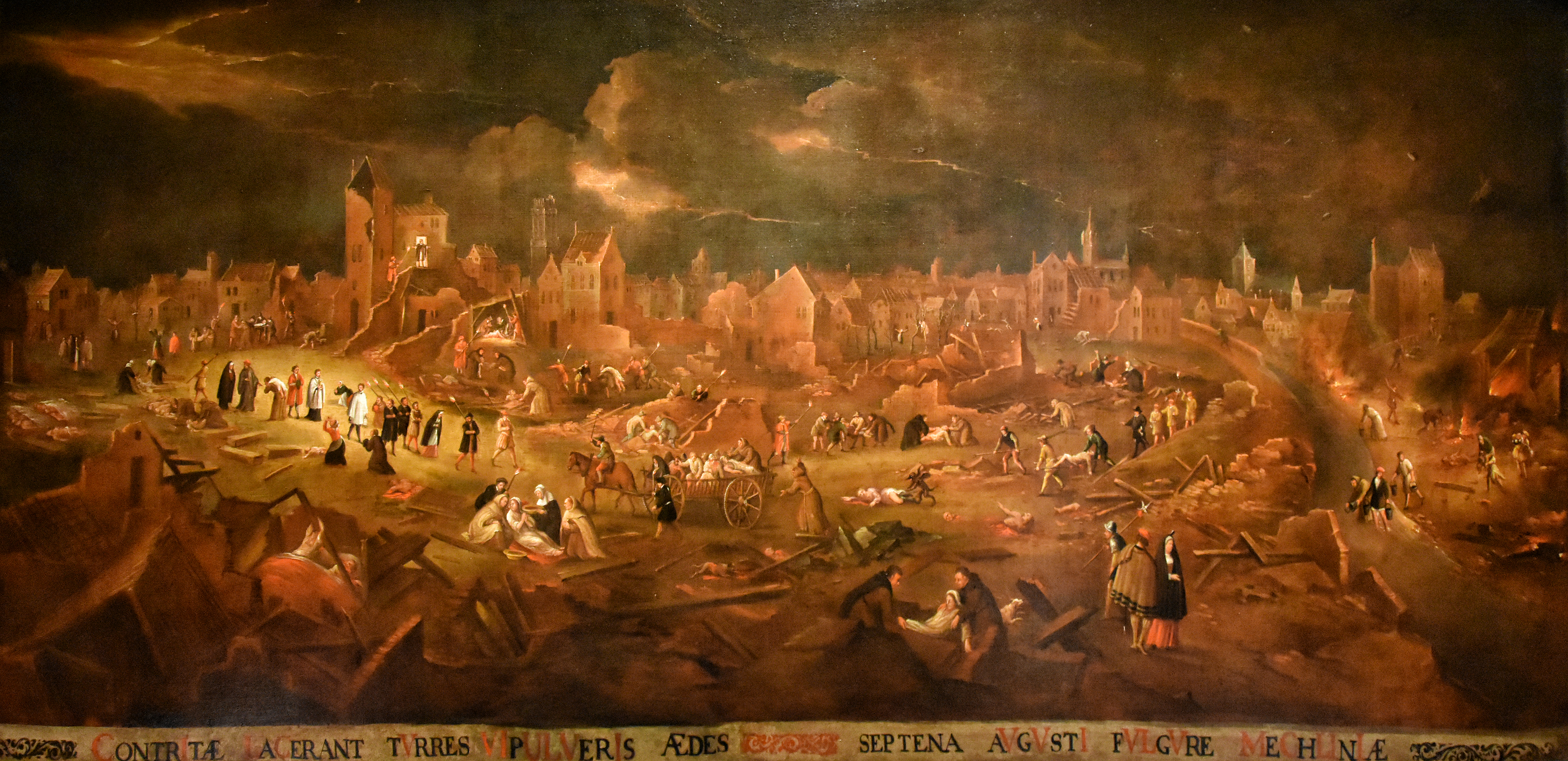
Ontploffing van de Zandpoort van Jan Verhuyck
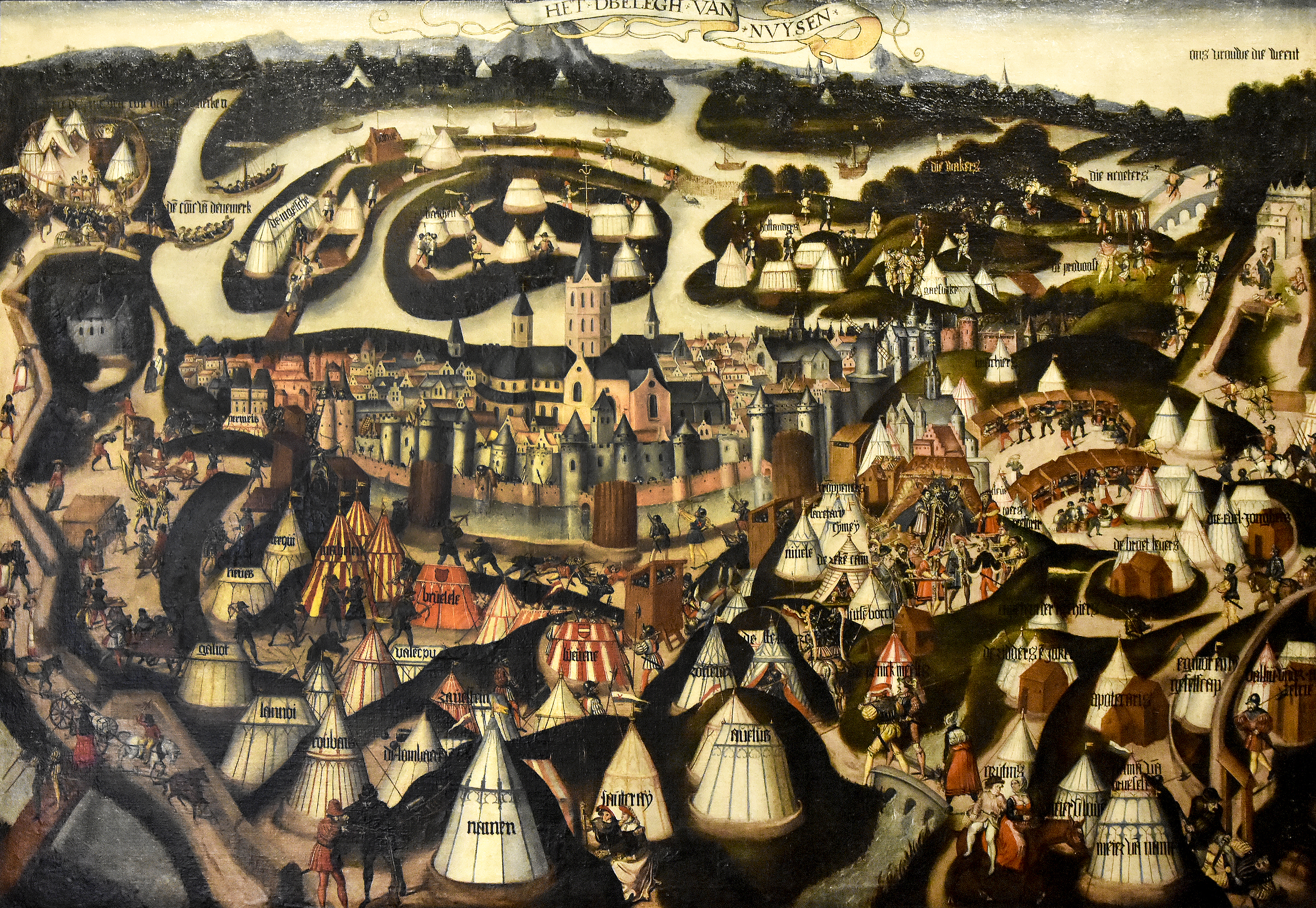
Het kamp van Karel de Stoute bij het beleg van Neuss (1475) van Adriaen van den Houte
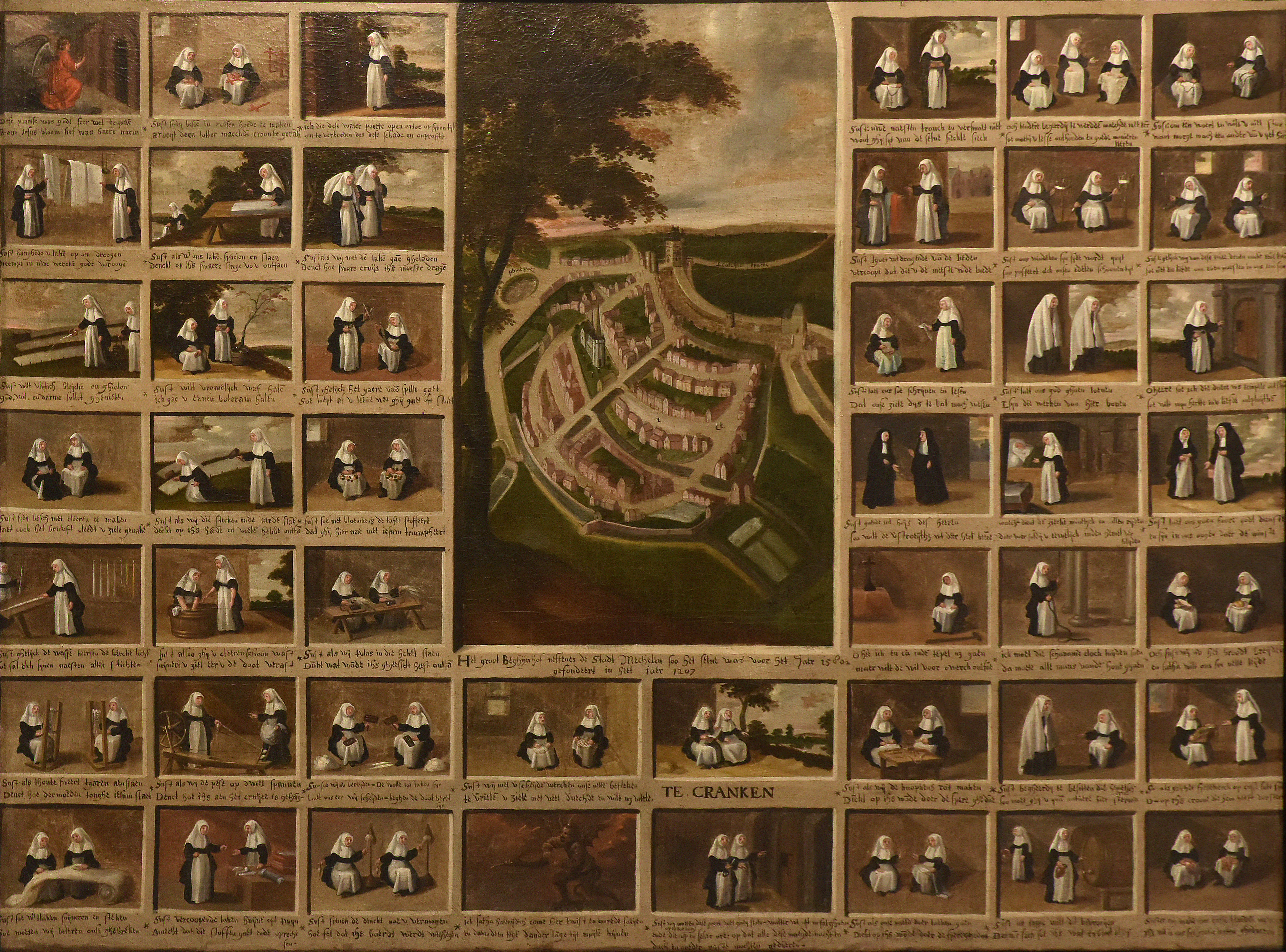
Werkzaamheden van de Mechelse begijnen (1578)

### Besloten hofjes
Het museum bezit zeven Besloten hofjes, een uitdrukking van 16e-eeuwse devotie. Recent onderzoek doet sterk vermoeden dat deze kunstwerken eerder voor dan door begijnen werden vervaardigd. Ze bevonden zich reeds enige tijd in fragiele conditie. Daarom werd er in 2014 een conservatie- en restauratieproject gelanceerd. Dit project werd uitgevoerd door een team van tien conservatoren-restauratoren elk met hun eigen specialisatie (textiel, glas, papier en perkament, hout …). In oktober 2014 werd van start gegaan met het voorbereidend onderzoek voor drie van de zeven besloten hofjes. Deze drie hofjes waren in het najaar van 2016 te bezichtigen op de tentoonstelling Op zoek naar Utopia: De droom van Thomas Morus in Museum M te Leuven. In 2017 vond een colloquium plaats waarbij de onderzoekers hun onderzoeksresultaten toelichtten. Deze wetenschappelijke bijeenkomst resulteerde in een publicatie. Ze werden vanaf 2018 opgenomen in de permanente opstelling van het museum.
Dat de Mechelse besloten hofjes uniek erfgoed zijn werd bevestigd door hun opname op de lijst van Vlaamse topstukken in 2012. Dit houdt in dat ze erkend zijn als zeldzaam en onmisbaar en onder meer niet zomaar Vlaanderen mogen verlaten.

#### Galerij met besloten hofjes

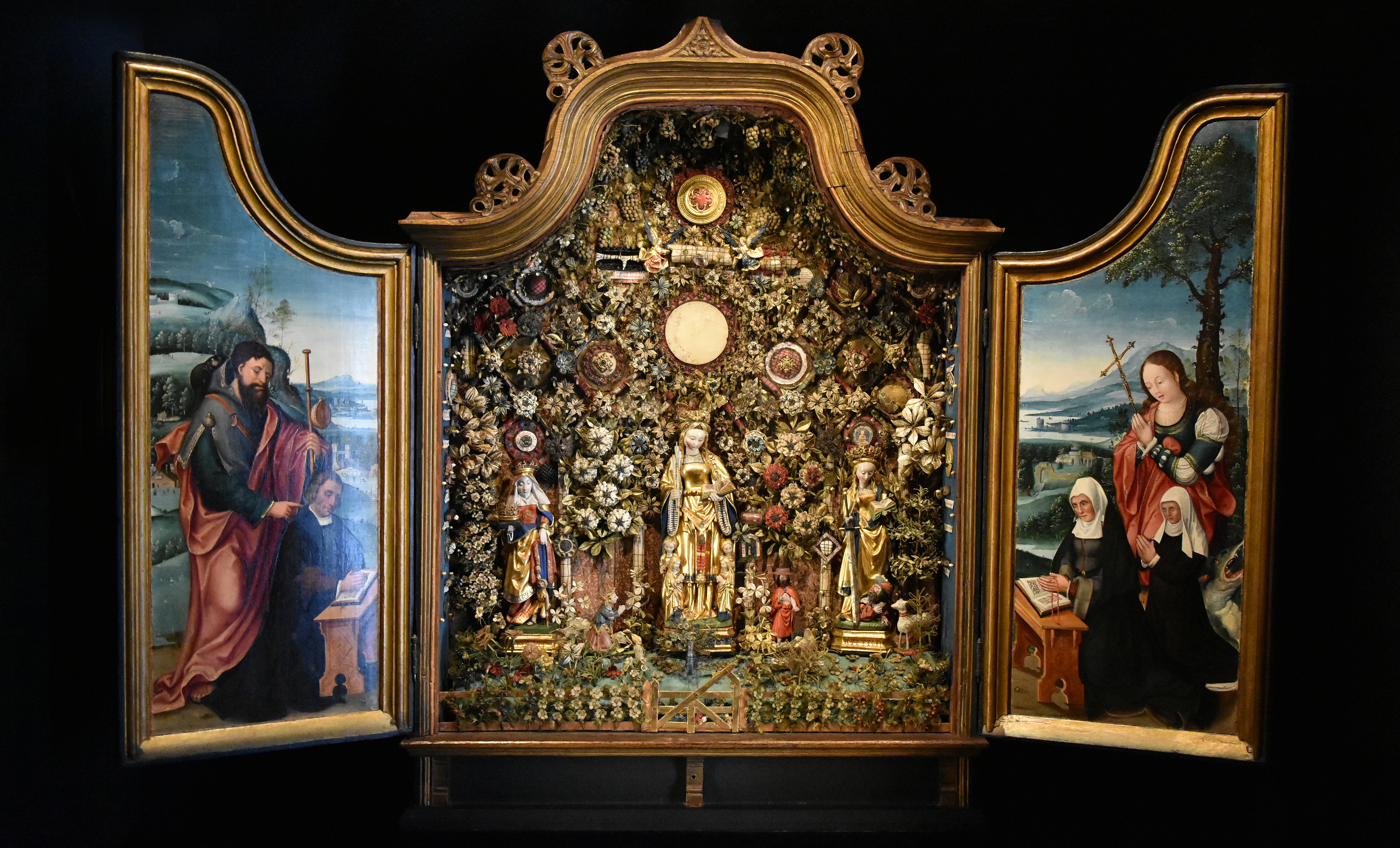
Besloten hofje met H. Elisabeth, Ursula en Catharina
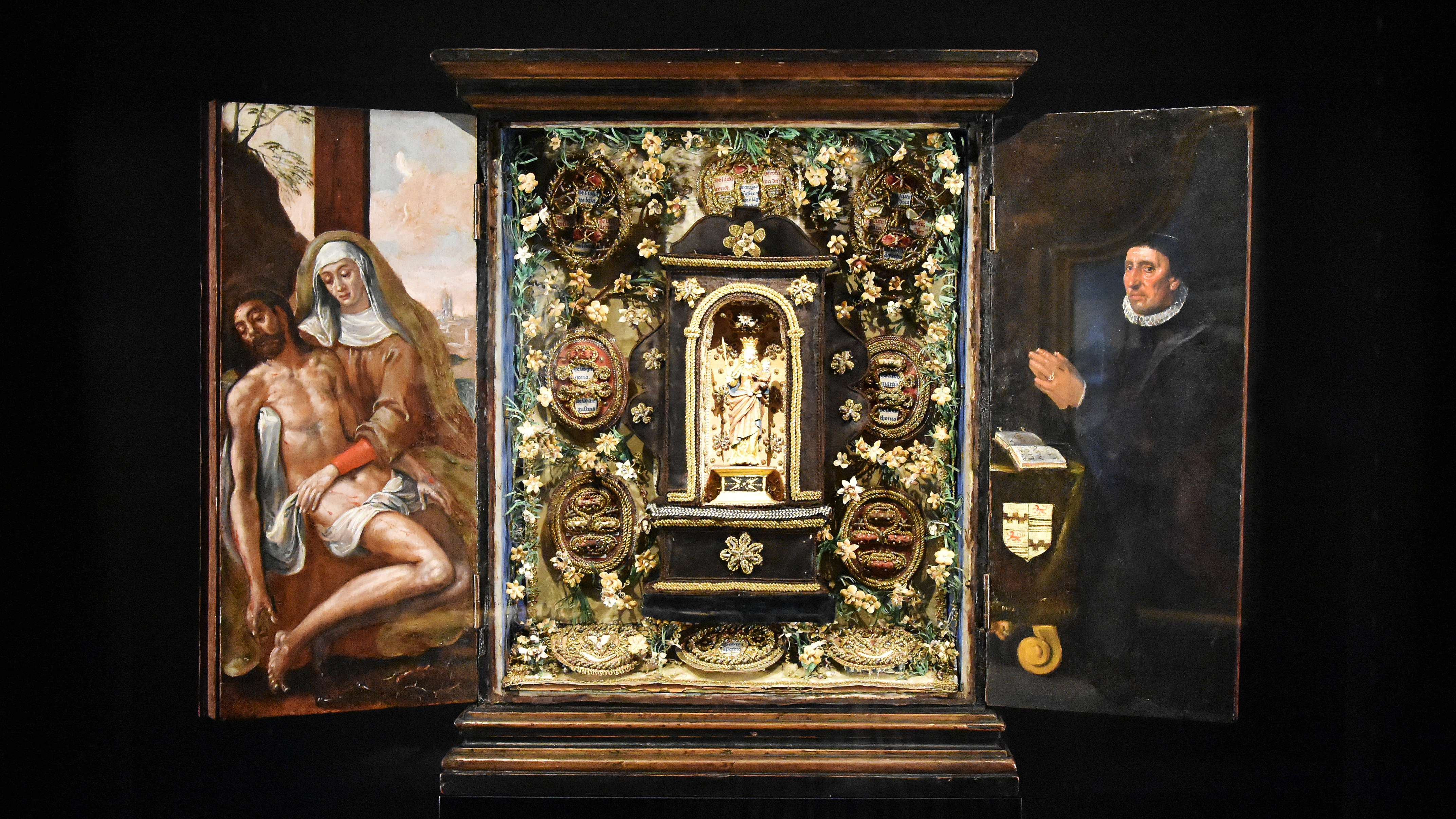
Besloten hofje met Madonna
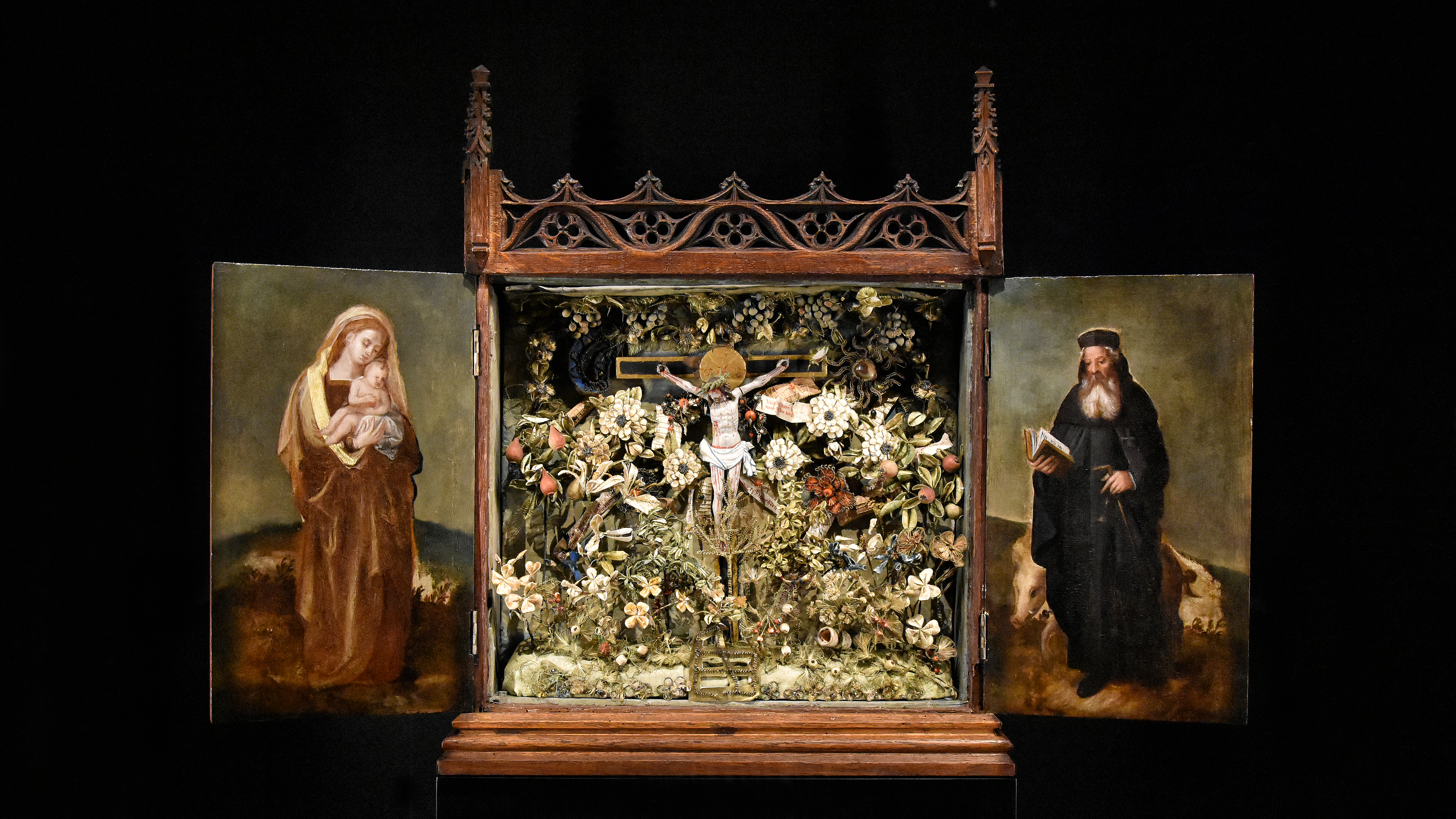
Besloten hofje met Calvarie
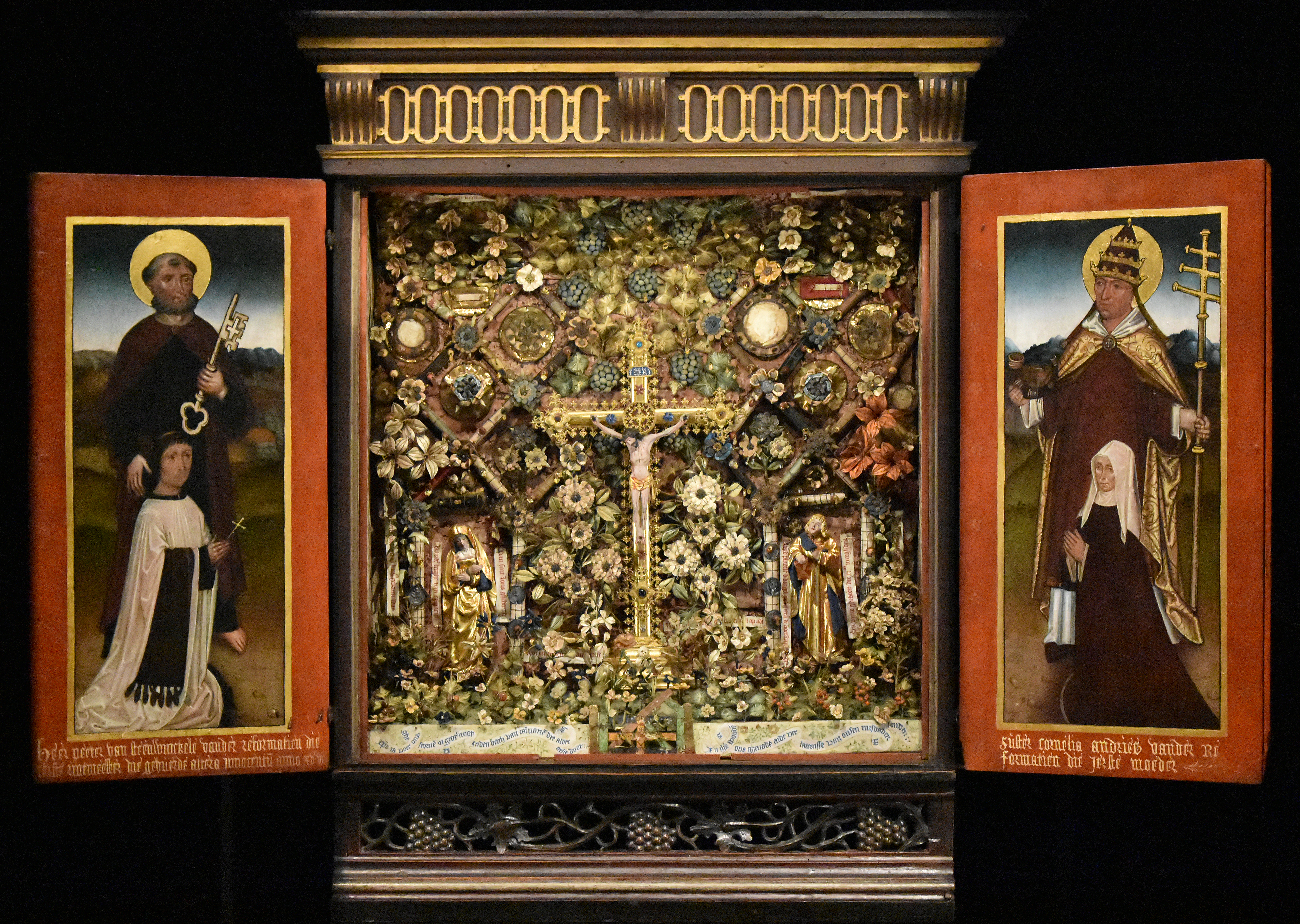
Besloten hofje met Calvarie, H. Maagd en Johannes de Doper
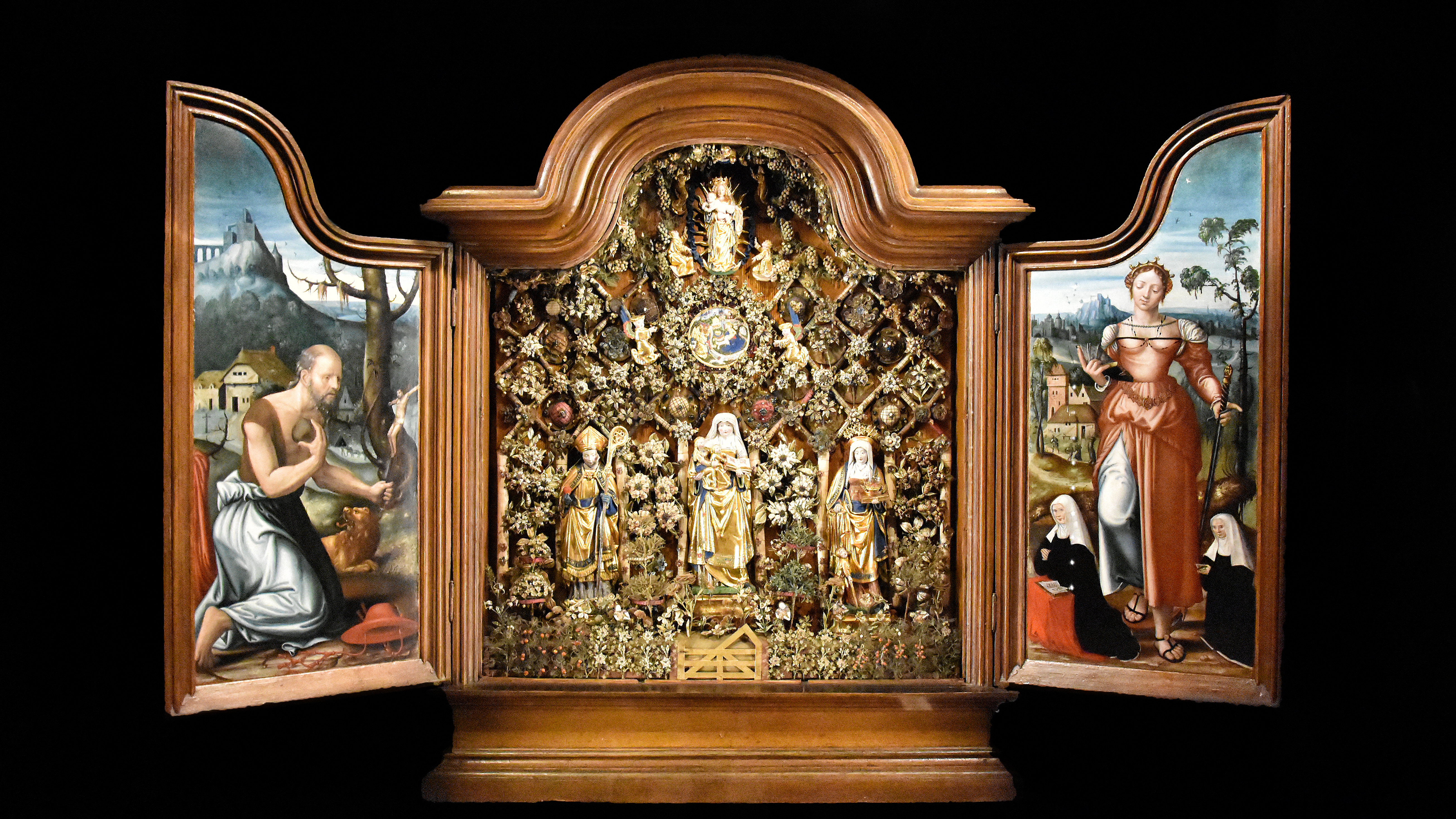
Besloten hofje met H. Augustinus, Anna te Drieën en Maria en Kind
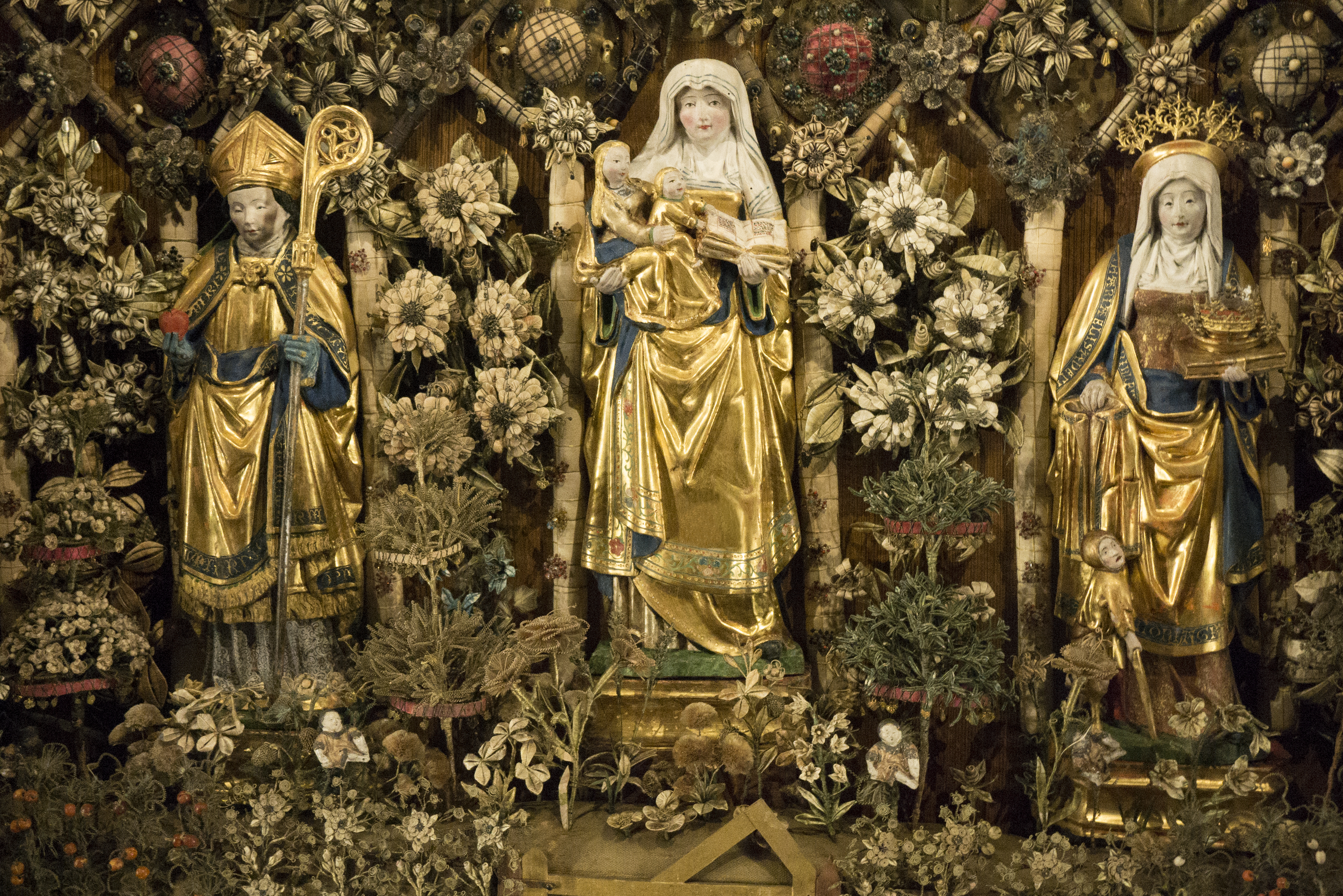
Detail
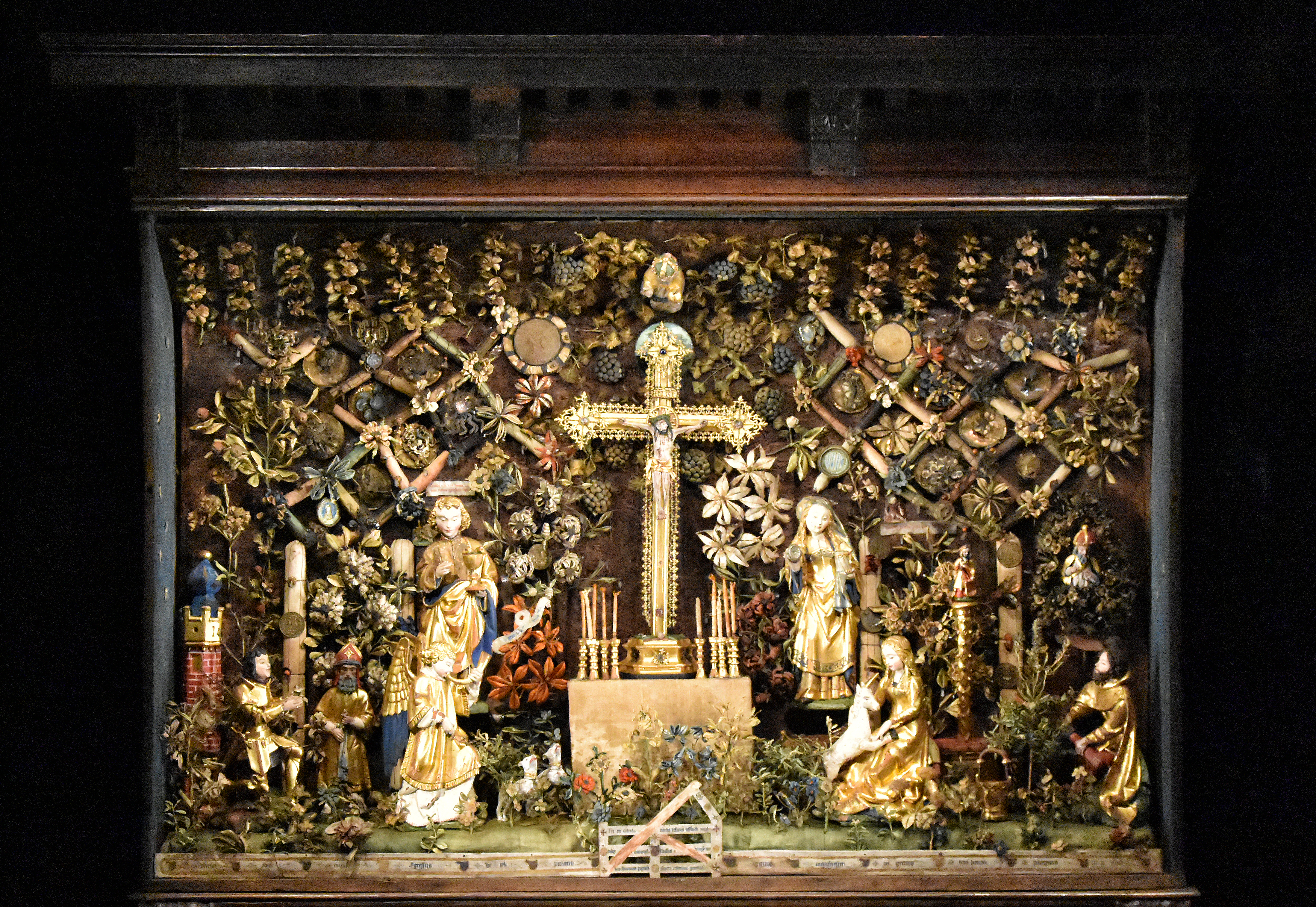
Besloten hofje met Calvarie en jacht op de eenhoorn

### Poupées de Malines
Mechelen kende een bloeiende kunstproductie toen de stad profiteerde van de centralisatiepolitiek van de Bourgondische hertogen. Kunstenaars als Conrad Meit, Jan Gossart, Gerard Horenbout en Margaretha's hofschilder Bernard van Orley werden aangetrokken door de faam van het Hof van Savoye. Beeldsnijders volgden en zorgden dat de poupées de Malines (Nederlands: poppen van Mechelen) - houten, gepolychormeerde beeldjes vanaf halverwege de 15e tot midden de 16e eeuw zowel in de besloten hofjes hun plaats vonden en als begeerd exportproduct verhandeld naar Spanje, Indië, de Filipijnen en Zuid-Amerika.

#### Galerij met de poupées de Malines

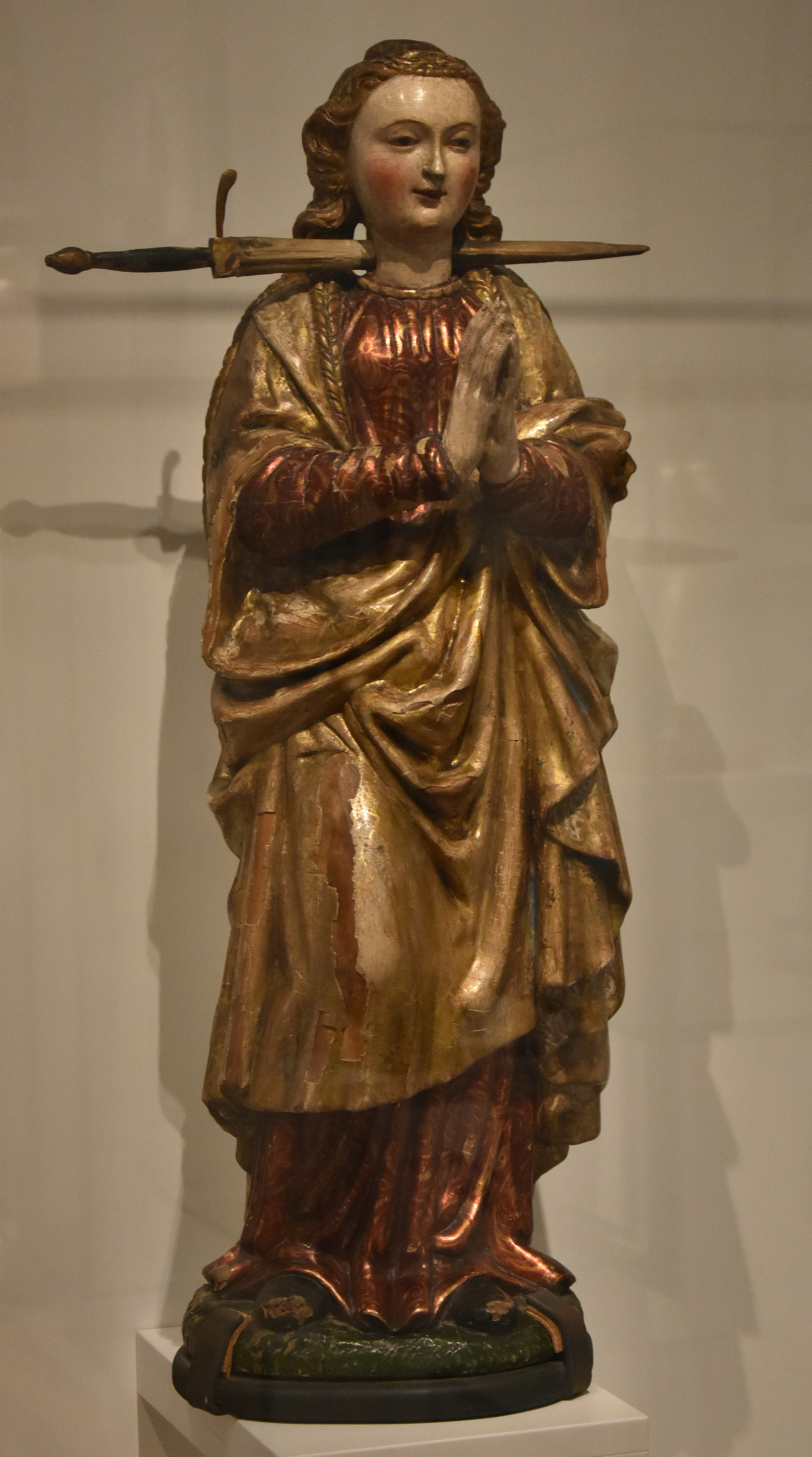
Lucia van Syracuse
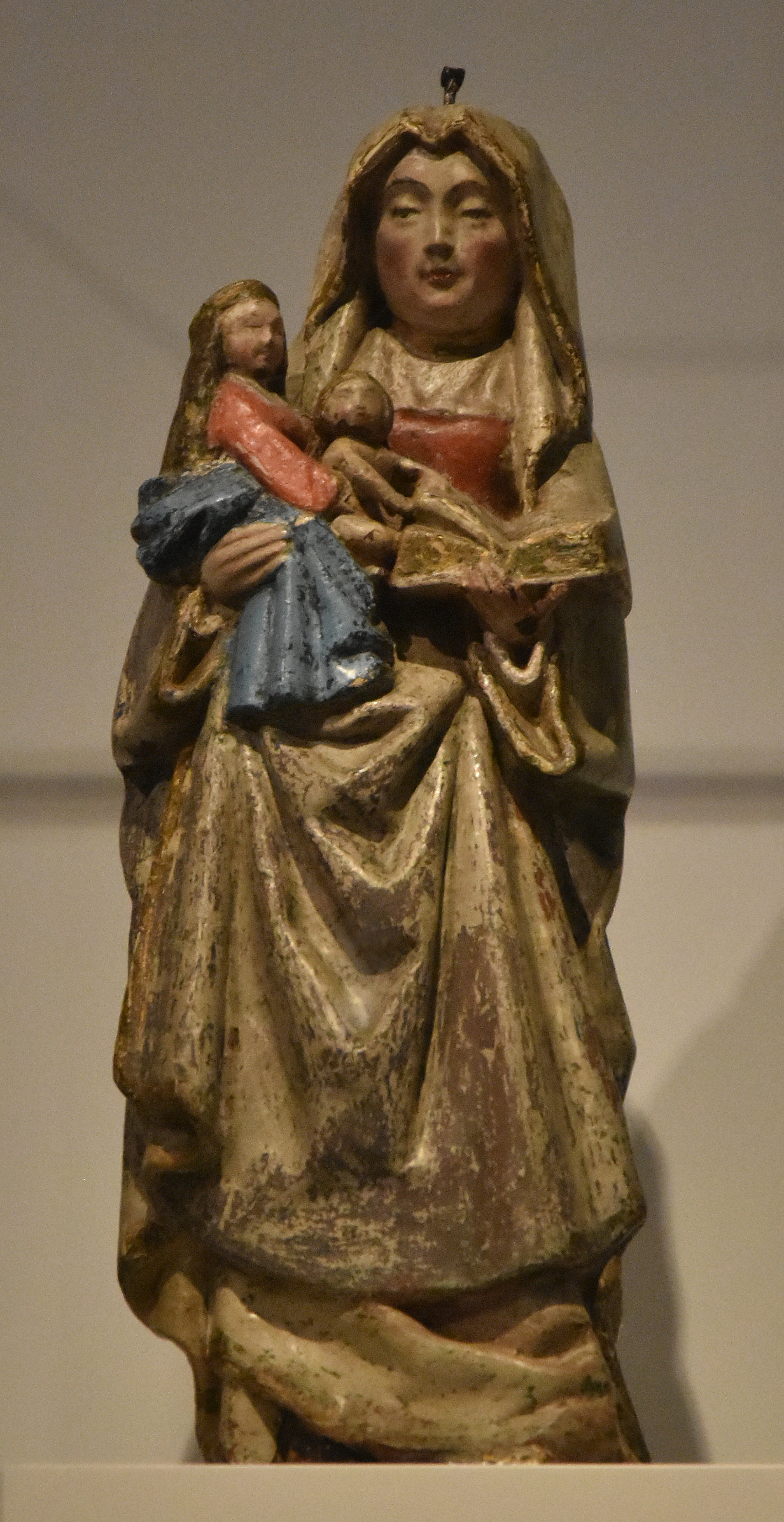
Anna te Drieën
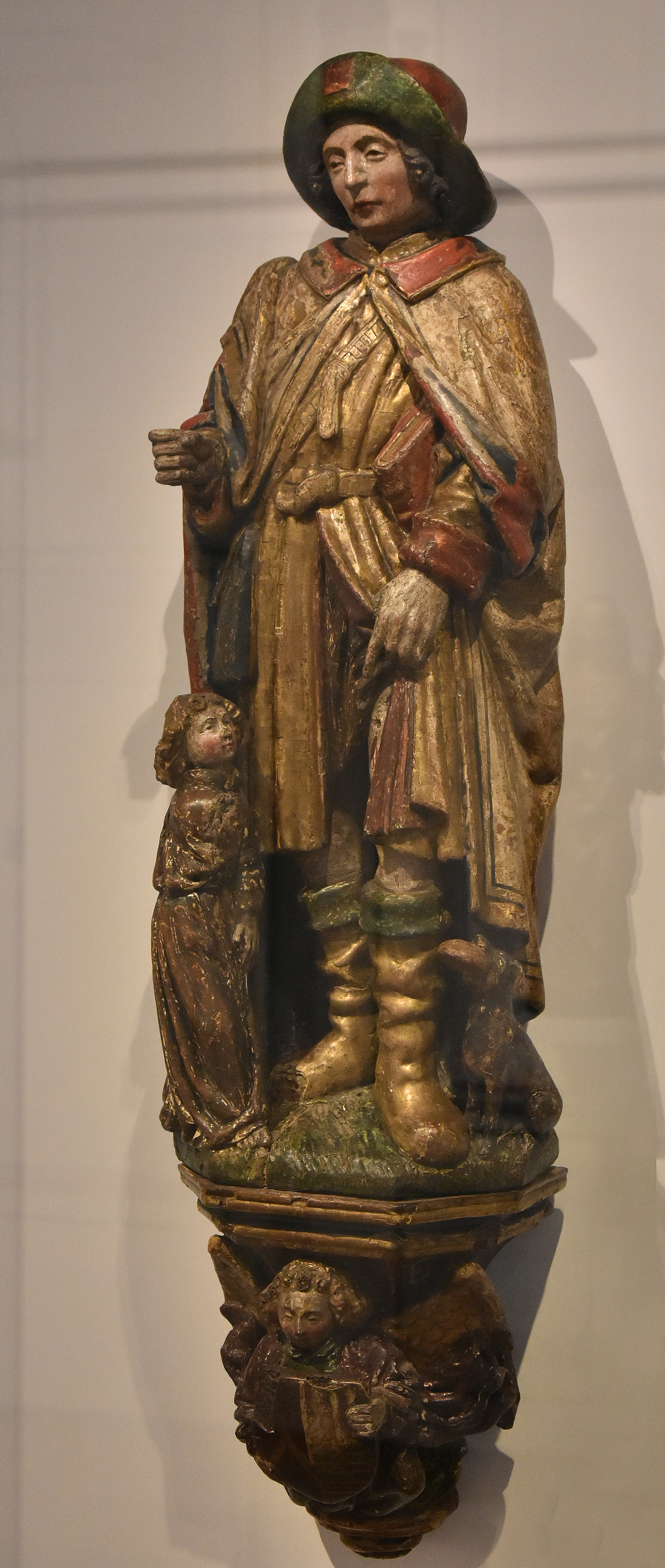
Rochus van Montpellier
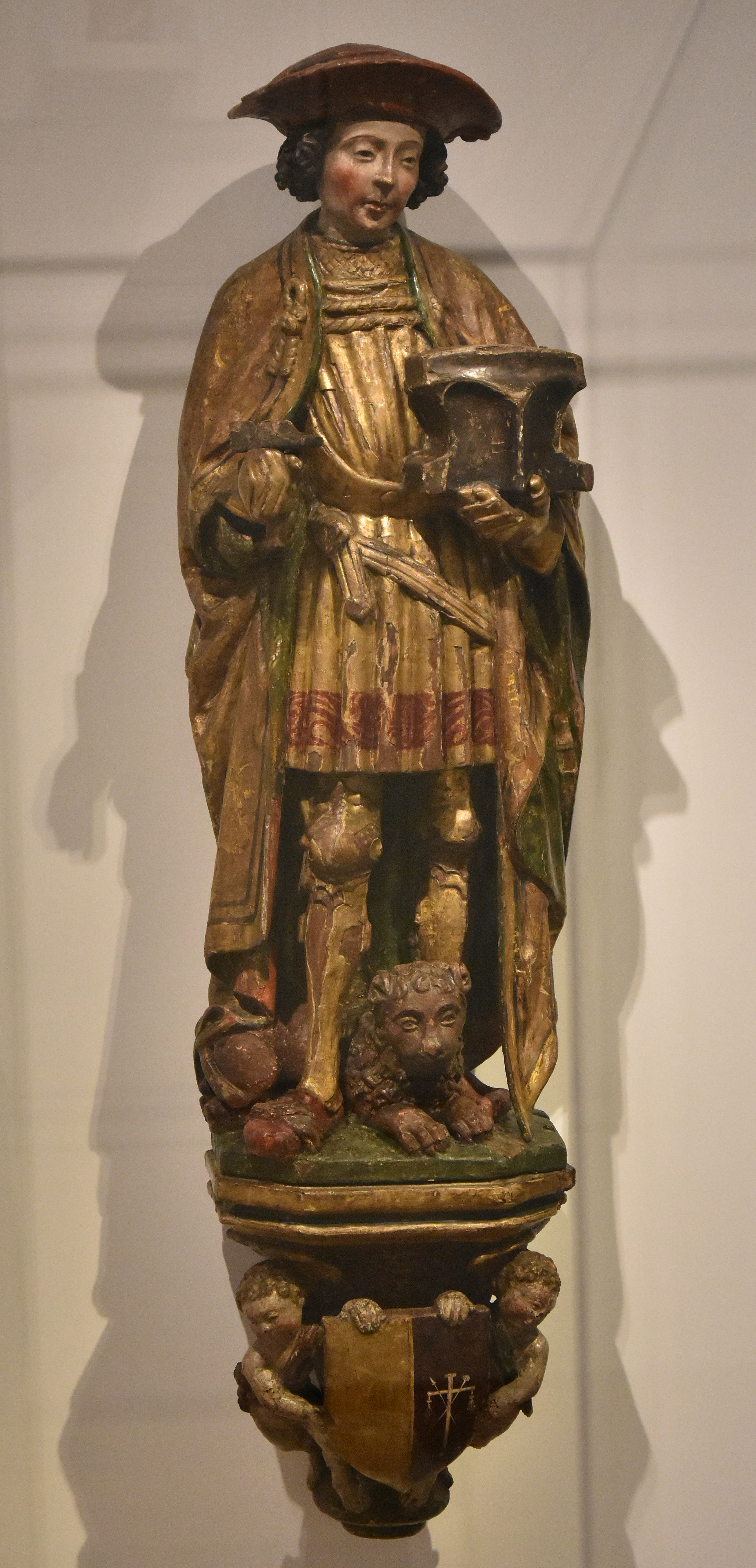
Adrianus
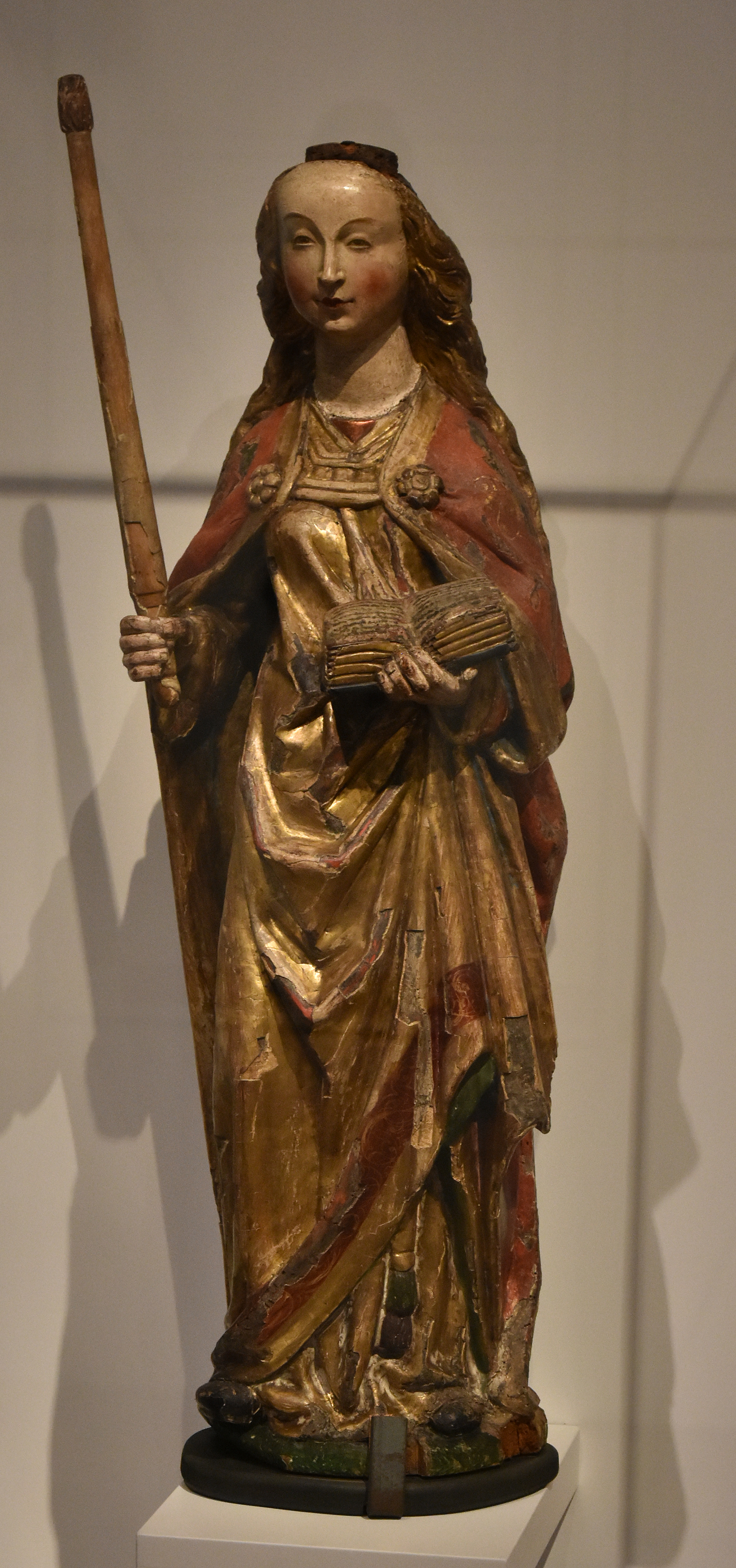
Genoveva van Parijs

#### Galerij met boeken

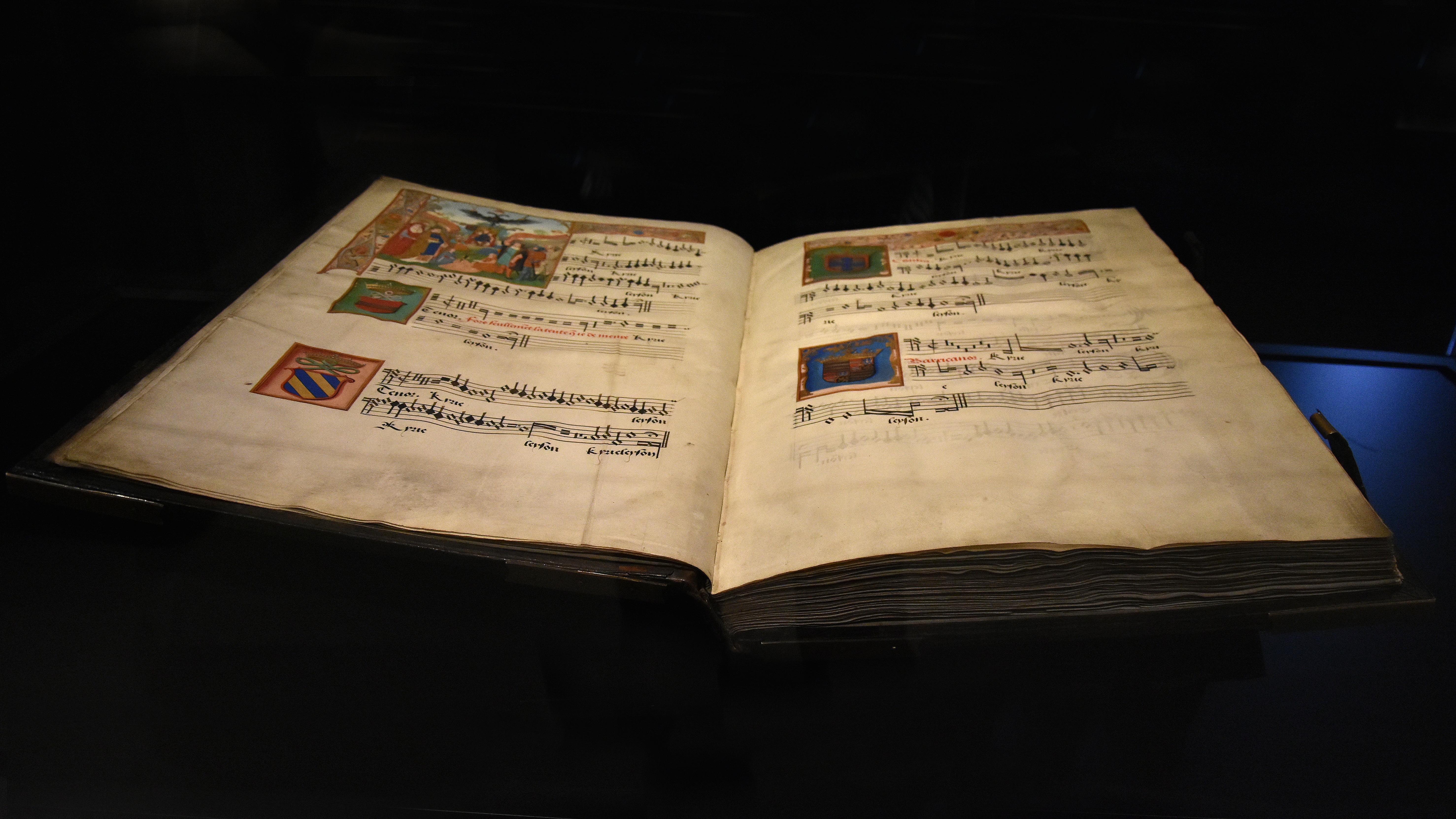
Koorboek van Margaretha van Oostenrijk (1515) van het atelier van Petrus Alamire
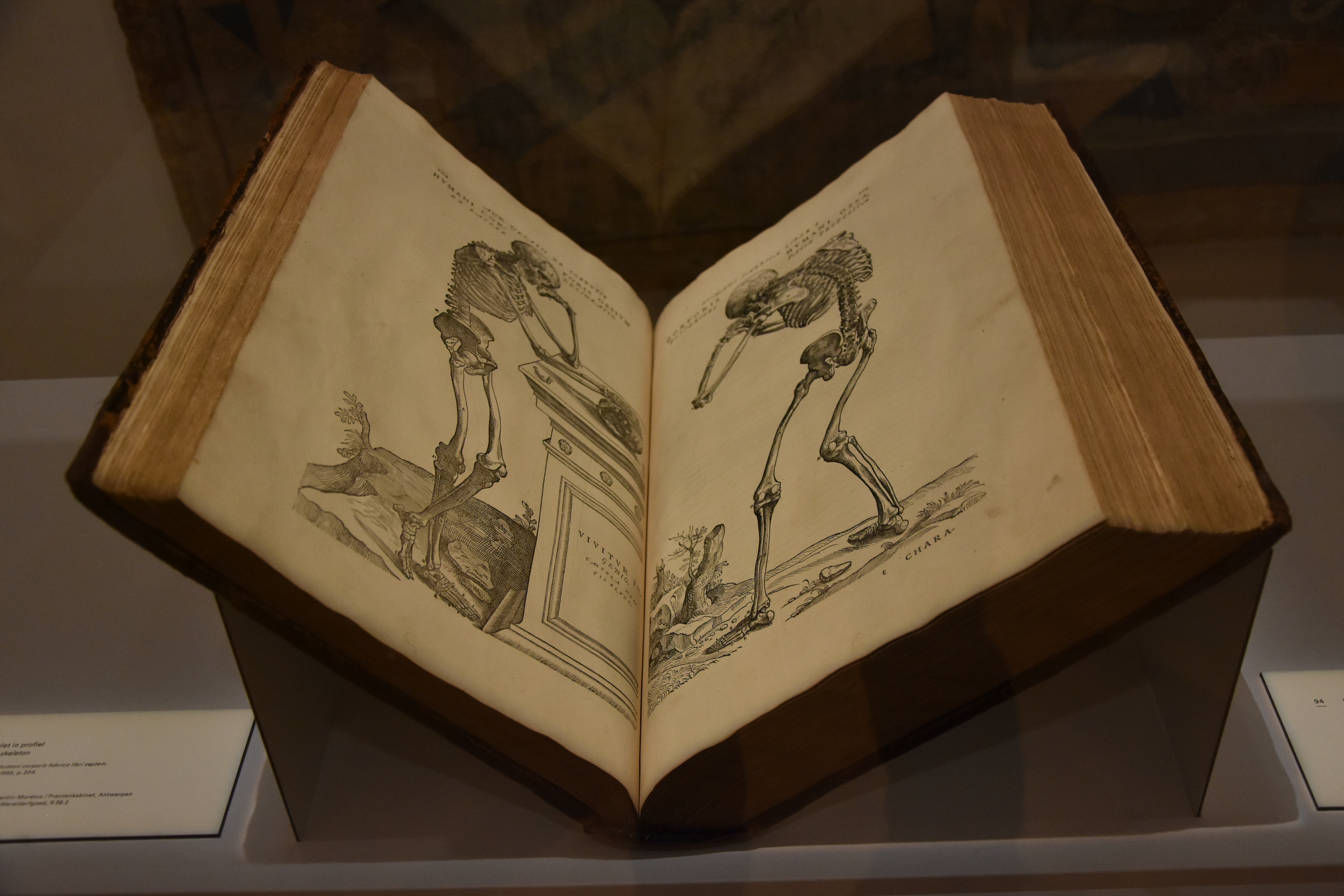
De humani corporis fabrica libri septem van Andreas Vesalius
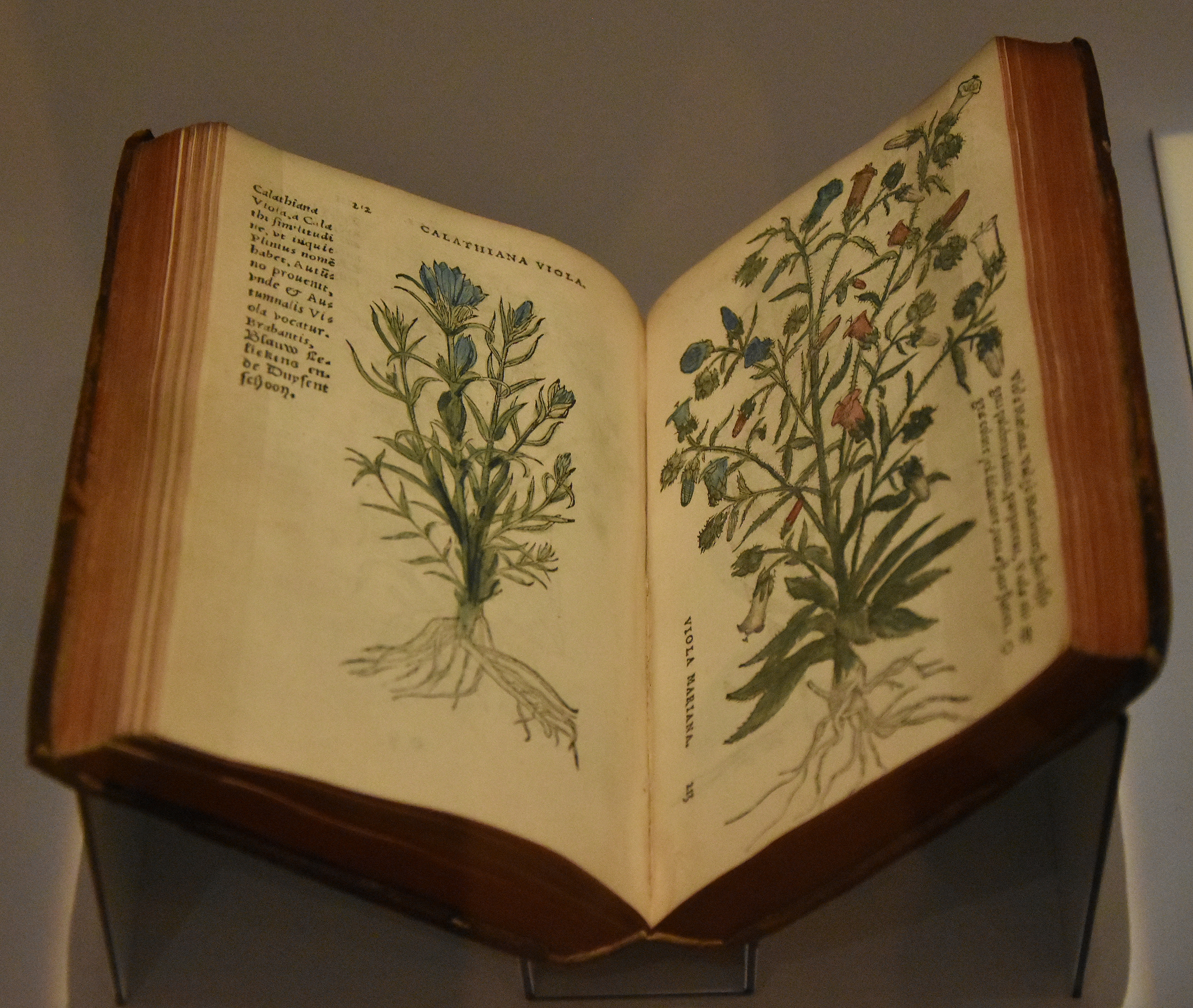
Cruydeboeck van Rembert Dodoens uit 1554
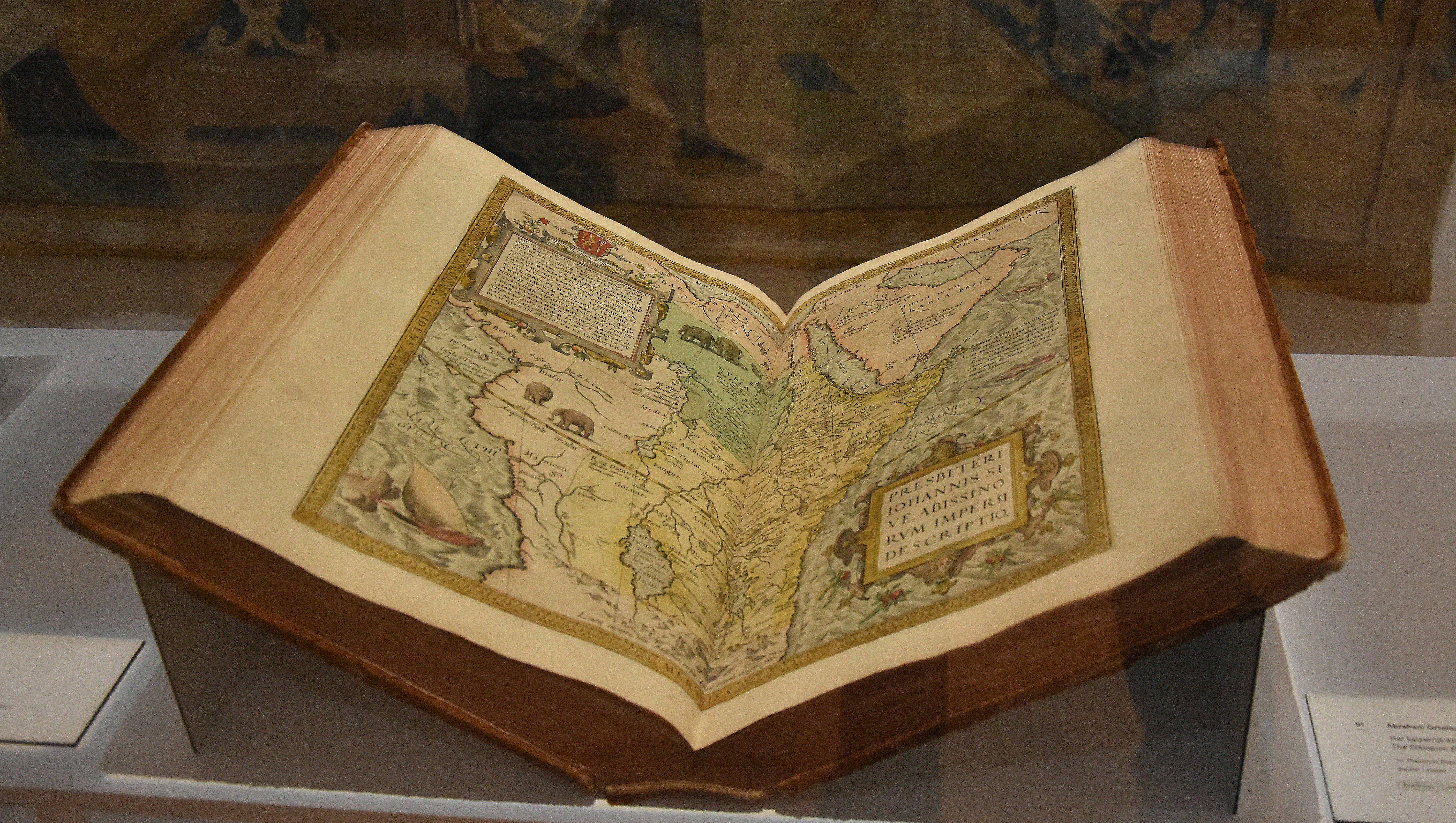
Het keizerrijk Ethiopië van Abraham Ortelius in Theatri orbis terrarum parergon

## Beiaard(school)
In de toren van het Hof van Busleyden bevindt zich de oefenbeiaard (met een gewicht van 2541 kg) van de Beiaardschool Jef Denyn.  De 49 klokken (420kg) werden in 1953 door Marcel Michiels jr. uit Doornik gegoten. In 2023 is de beiaardtoren volledig gerestaureerd.
Als gevolg van de uitbreidings- en vernieuwingswerken aan het Museum Hof van Busleyden waren er plannen om het hoekhuis, waar de Beiaardschool sinds 1947 gevestigd was, een nieuwe bestemming te geven. Het is nu de cafetaria van het museum.

## Tentoonstellingen
Een selectie van tijdelijke tentoonstellingen:
- Call for Justice. Kunst en Rechtspraak in de Bourgondische Nederlanden (23 oktober 2020 - 24 januari 2021)
- Op Zoek naar Utopia (20 oktober 2021 - 17 januari 2022)
- Margareta. De Machtige Bourgondische (10 maart 2022 - 20 juni 2022)
- Verborgen Schatten. Mechelse Besloten Hofjes (12 mei 2023 - 15 september 2023)
- Eeuwige Lente. Tuinen en Wandtapijten in de Renaissance (14 december 2024 - 16 maart 2025)